# Тиргу-Жіуський тролейбус
Тиргу-Жіуський тролейбус — тролейбусна мережа в місті Тиргу-Жіу в Румунії. Відкрита 20 червня 1995 року. Система включає міжміську лінію до села Бирсешть (Горж).

## Лінії
У Тиргу-Жіу 2 тролейбусні маршрути:
- 1: 9 Mai - Artego, відкрита 20 червня 1995;
- 2: 9 Mai - Bârsești, відкрита 1 грудня 1999.

## Рухомий склад
Нині парк складається з 20 тролейбусів: 11 Solaris Trollino 12S (надійшли 2021) та 9 Solaris Trollino 12M (надійшли 2022). Доти експлуатувалися тролейбуси ROCAR 212E (5 одиниць, експлуатація у 1995/199-2021) та ROCAR 217E (12 одиниць, експлуатація у 1995/1996-2021).